# Liga Nacional de fútbol femenino 1989-90
La Liga nacional de fútbol femenino 1989-90 fue la segunda edición de la Primera División Femenina de España.
El Atlético Villa de Madrid se proclamó campeón por primera vez en su historia, siendo además el primer conjunto ganador de liga masculina y femenina.

## Sistema de competición
El campeonato fue organizado por la Real Federación Española de Fútbol.
El torneo constaba de un grupo único integrado por 12 clubes de toda la geografía española. Siguiendo un sistema de liga, los 12 equipos se enfrentaron todos contra todos en dos ocasiones -una en campo propio y otra en campo contrario- sumando un total de 22 jornadas. El orden de los encuentros se decidió por sorteo antes de empezar la competición.
La clasificación final se estableció con arreglo a los puntos obtenidos en cada enfrentamiento, a razón de dos por partido ganado, uno por empatado y ninguno en caso de derrota.

## Clasificación final
| Pos | Equipo                      | Ptos |
| --- | --------------------------- | ---- |
| 1   | At. Villa de Madrid         | 43   |
| 2   | Peña Barcelonista Barcilona | 39   |
| 3   | RCD Español Inreplast       | 30   |
| 4   | C.E. Sabadell               | 24   |
| 5   | Club Femení Barcelona       | 22   |
| 6   | Publi Sport                 | 20   |
| 7   | Olímpico Fortuna            | 19   |
| 8   | Oroquieta Villaverde        | 18   |
| 9   | Puente Castro               | 18   |
| 10  | A.V. Chimenea               | 12   |
| 11  | Parque Alcobendas           | 12   |
| 12  | Universidad Complutense     | 5    |